# Hans-Werner Lindgens
Hans-Werner Lindgens (* 25. November 1949 in Essen, Nordrhein-Westfalen) ist ein deutscher Unternehmer. 

## Leben
Nach dem Abitur 1969 am Humanistischen Staatlichen Gymnasium in Mülheim an der Ruhr (heute Otto-Pankok-Schule), begann Lindgens ein Studium der Rechtswissenschaften und Volkswirtschaft an den Universitäten Heidelberg und Lausanne. Seit dem Wintersemester 1970/71 ist er Mitglied der Studentenverbindung Société d’Étudiants Germania Lausanne. Er entwickelte ein vergünstigtes „Studenten-Abo“ für sonst preisgebundene Abonnements und vermarktete die Idee über sein 1969 gegründetes Unternehmen, die Studenten-Presse Pressevertriebs GmbH, mit Tochtergesellschaften in Wien und Zürich. Ein von ihm seit 1997 herausgegebenes kostenloses Hochschulmagazin, „Academix“, wurde 2000 eingestellt.
Am 22. Oktober 2010 wurde Lindgens das Bundesverdienstkreuz am Bande verliehen.
Er ist  Stellvertretender Vorsitzender des Mittelstandsausschusses des Deutschen Industrie- und Handelskammertages,  Ehrenmitglied der Vollversammlung der Industrie- und Handelskammer  Rhein-Neckar sowie Chairman des Wirtschaftsrats des Wirtschaftssymposiums der EBS Universität für Wirtschaft und Recht  Oestrich-Winkel. Außerdem war er  Gründungsmitglied und von 2005 bis 2006  Präsident des „Rotary-Club Heidelberg Alte Brücke e.V.“.

## Ehrungen
- 1990 Senatorenwürde des Junior Chamber International
- 2006 Würde des Paul-Harris-Fellow, verliehen durch Rotary International
- 2010 Bundesverdienstkreuz am Bande